# Zarátamo
Zarátamo (em castelhano) ou Zaratamo (em basco) é um município da Espanha na província da Biscaia, comunidade autónoma do País Basco. Faz parte da comarca de Grande Bilbau e tem 10 km² de área.[carece de fontes?] Em 2021 tinha 1 647 habitantes (densidade: 164,7 hab./km²).